# 尊室暲
尊室暲（越南语：／；1771年—1813年），又名尊室晪（越南语：／），廣南阮主宗室，阮朝官員、將領。
尊室暲是阮福晏的嫡子、尊室昞的兄弟，幼年時阮氏政權覆滅，他在天台寺隱居為僧。十五歲時，他潛入嘉定謁見阮福映，二人言談甚歡，獲職屬內該隊。尊室暲之後跟隨阮福映征討，轉職管班直後衛；景興五十五年（1794年）跟隨張福律討伐西山賊，以軍功轉前屯副統，歷任右屯副統、神策右營都統制。
嘉隆初年，尊室暲領任清華督鎮；二年（1803年）隨嘉隆帝北巡，充任接清使，又曾在七年（1808年）短暫召到順化。當年山音賊叛亂，他派遣衛尉文春擊退叛軍。到九年（1810年），山音餘黨郭必叔聚眾計劃襲擊天關，尊室暲分派士兵守住要路，令郭必叔一眾不敢輕舉妄動。
嘉隆十二年（1813年），尊室暲生病，請求到京城，不久去世，贈封“翊運尊臣、特進、鎮國大將軍、掌營”，諡武節；嗣德五年（1814年）入祀中興功臣廟；有子尊室燍、尊室朋、尊室炤。